# 타르시어 스튜디오
타르시어 스튜디오(Tarsier Studios)는 말뫼에 본사를 둔 스웨덴의 비디오 게임 개발사이다. 이 스튜디오는 출판사 반다이 남코 엔터테인먼트와 협력하여 리틀 나이트메어 시리즈를 제작한 것으로 가장 잘 알려져 있다. 현재 리애니멀(Reanimal)을 작업 중이다.

## 게임
- 리틀빅플래닛
- 리틀빅플래닛 2
- 리틀빅플래닛 3
- 리틀 나이트메어
- 리틀 나이트메어 II